# Eupithecia edna
Eupithecia edna là một loài bướm đêm trong họ Geometridae.